# Rudolf Boehm
Rudolf Albert Martin Boehm, född 19 maj 1844 i Nördlingen, död 19 augusti 1926 i Bad Kohlgrub, var en tysk farmakolog.
Böhm bedrev först huvudsakligen fysiologiska och patologisk-anatomiska studier, men nådde senare inom den farmakologiska vetenskapen en av de främsta platserna i Tyskland. Efter flera års lärarverksamhet i Dorpat (sedan 1872) och Marburg (sedan 1881) blev han 1884 professor i farmakologi, toxikologi och farmakognosi i Leipzig, där han undervisade både medicine studerande och blivande apotekare. 
Bland Böhms många vetenskapliga arbeten kan nämnas studier över hjärtgifter, undersökningar över giftet hos åtskilliga giftiga svampar, över kolhydratens betydelse för ämnesomsättningen, över det amerikanska pilgiftet curare, särskilt dettas komplicerade kemisamt bland annat över flera bandmaskmedels kemi och verkningar. Han utgav Lehrbuch der allgemeinen und speciellen Arzneiverordnungslehre (1884; tredje upplagan 1903), behandlande läran om formerna för läkemedlens användning och om receptkonst, vidare i förening med ett par andra forskare en handbok om förgiftningar m.m. Från 1882 var han medutgivare av "Archiv für experimentelle Pathologie und Pharmakologie".